# Oxton (Merseyside)
Oxton – wieś w Anglii, w hrabstwie ceremonialnym Merseyside, w dystrykcie metropolitalnym Wirral. Leży 5 km na południowy zachód od centrum Liverpool i 288 km na północny zachód od Londynu. W 2001 miejscowość liczyła 14 066 mieszkańców.